# O'zbekiston Superligasi 2024
La Superligasi 2024, nota anche come Artel Superligasi 2024 per motivi di sponsorizzazione, è stata la 33ª edizione della massima serie del campionato di calcio uzbeko. Il campionato è iniziato il 3 marzo 2024 e si è concluso il 30 novembre 2024.
La squadra campione in carica è il Paxtakor. Il campionato è stato vinto per la prima volta dal Nasaf Qarshi.

## Stagione

### Novità
Dalla stagione precedente sono state retrocesse Turon Yaypan e Buxoro. Al loro posto, dalla Pro ligasi sono stati promossi Lokomotiv Tashkent e Dinamo Samarcanda, prime due classificate del campionato.

### Formula
Le 14 squadre partecipanti giocano un girone all'italiana con gare di andata e ritorno, per un totale di 26 giornate. Al termine di queste, la squadra prima in classifica è campione di Uzbekistan e si qualifica per la AFC Champions League 2025-2026, mentre la seconda classificata si qualifica per la AFC Champions League Two 2025-2026.
Le ultime due classificate retrocedono in Pro ligasi, mentre la terzultima classificata gioca uno spareggio promozione/retrocessione con una squadra di Pro ligasi per la permanenza in massima serie.

## Squadre partecipanti
| Club               | Città      | Stagione precedente    |
| ------------------ | ---------- | ---------------------- |
| AGMK Olmaliq       | Olmaliq    | 4° in Superligasi      |
| Andijon            | Andijan    | 7° in Superligasi      |
| Bunyodkor          | Tashkent   | 8° in Superligasi      |
| Dinamo Samarcanda  | Samarcanda | Pro ligasi             |
| Lokomotiv Tashkent | Tashkent   | Pro ligasi             |
| Metallurg Bekabad  | Bekobod    | 10° in Superligasi     |
| Nasaf Qarshi       | Karshi     | 2° in Superligasi      |
| Navbahor Namangan  | Namangan   | 3° in Superligasi      |
| Neftchi Fergana    | Fergana    | 5° in Superligasi      |
| Olympic Tashkent   | Tashkent   | 9° in Superligasi      |
| Paxtakor           | Tashkent   | Campione di Uzbekistan |
| Qizilqum           | Navoiy     | 12° in Superligasi     |
| So'g'diyona        | Jizzax     | 11° in Superligasi     |
| Surchan Termez     | Termez     | 6° in Superligasi      |

## Classifica
|                       | Pos. | Squadra            | Pt | G  | V  | N  | P  | GF | GS | DR  |
| --------------------- | ---- | ------------------ | -- | -- | -- | -- | -- | -- | -- | --- |
| Uzbekistan (bandiera) | 1.   | Nasaf Qarshi       | 52 | 26 | 15 | 7  | 4  | 35 | 18 | +19 |
|                       | 2.   | AGMK Olmaliq       | 47 | 26 | 14 | 5  | 7  | 40 | 29 | +11 |
|                       | 3.   | So'g'diyona        | 43 | 26 | 12 | 7  | 7  | 41 | 29 | +12 |
|                       | 4.   | Navbahor Namangan  | 43 | 26 | 11 | 10 | 5  | 42 | 31 | +11 |
|                       | 5.   | Neftchi Fergana    | 43 | 26 | 11 | 10 | 5  | 32 | 24 | +8  |
|                       | 6.   | Paxtakor           | 38 | 26 | 11 | 5  | 10 | 42 | 37 | +5  |
|                       | 7.   | Surchan Termez     | 36 | 26 | 10 | 6  | 10 | 30 | 31 | -1  |
|                       | 8.   | Dinamo Samarcanda  | 32 | 26 | 9  | 5  | 12 | 35 | 38 | -3  |
|                       | 9.   | Andijon            | 30 | 26 | 6  | 12 | 8  | 36 | 36 | 0   |
|                       | 10.  | Bunyodkor          | 30 | 26 | 7  | 9  | 10 | 27 | 38 | -11 |
|                       | 11.  | Qizilqum           | 27 | 26 | 6  | 9  | 11 | 25 | 34 | -9  |
|                       | 12.  | Olympic Tashkent   | 25 | 26 | 6  | 7  | 13 | 22 | 38 | -16 |
|                       | 13.  | Metallurg Bekabad  | 23 | 26 | 3  | 14 | 9  | 22 | 30 | -8  |
|                       | 14.  | Lokomotiv Tashkent | 21 | 26 | 5  | 6  | 15 | 28 | 44 | -16 |

Legenda:
      Campione di Uzbekistan e qualificata per la AFC Champions League 2025-2026.
      Qualificata alla AFC Champions League 2 2025-2026.
 Ammessa agli spareggi promozione/retrocessione.
 Retrocessione diretta.